# Lagraulet-du-Gers
Lagraulet-du-Gers ist eine französische Gemeinde im Département Gers in der Region Okzitanien mit 559 Einwohnern (Stand 1. Januar 2022). Sie gehört zum Kanton Armagnac-Ténarèze im Arrondissement Condom.

## Lage
Lagraulet-du-Gers liegt fünfeinhalb Kilometer südlich von Montréal und 16 Kilometer südwestlich von Condom. Durch das Gemeindegebiet fließt die Auzoue.

## Bevölkerungsentwicklung
| Jahr                       | 1962 | 1968 | 1975 | 1982 | 1990 | 1999 | 2010 | 2020 |
| Einwohner                  | 515  | 545  | 410  | 427  | 395  | 381  | 458  | 555  |
| Quellen: Cassini und INSEE |      |      |      |      |      |      |      |      |

## Sehenswertes
- Reste des alten Schlosses aus dem 13. Jahrhundert in Form eines viereckigen Turmes
- Kirche Sainte-Madeleine mit einem verwitterten Spitzbogen, der die Skulptur eines Pilgers zeigt
- Ruinen der Kapelle Saint-Lannes
- Dolmen d'Hourès

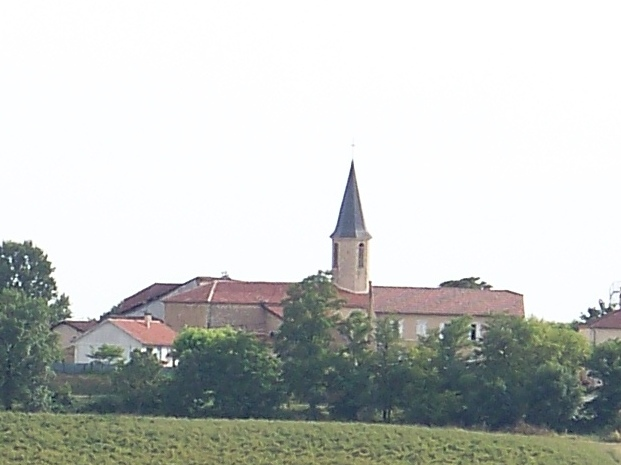
Kirche Sainte-Madeleine
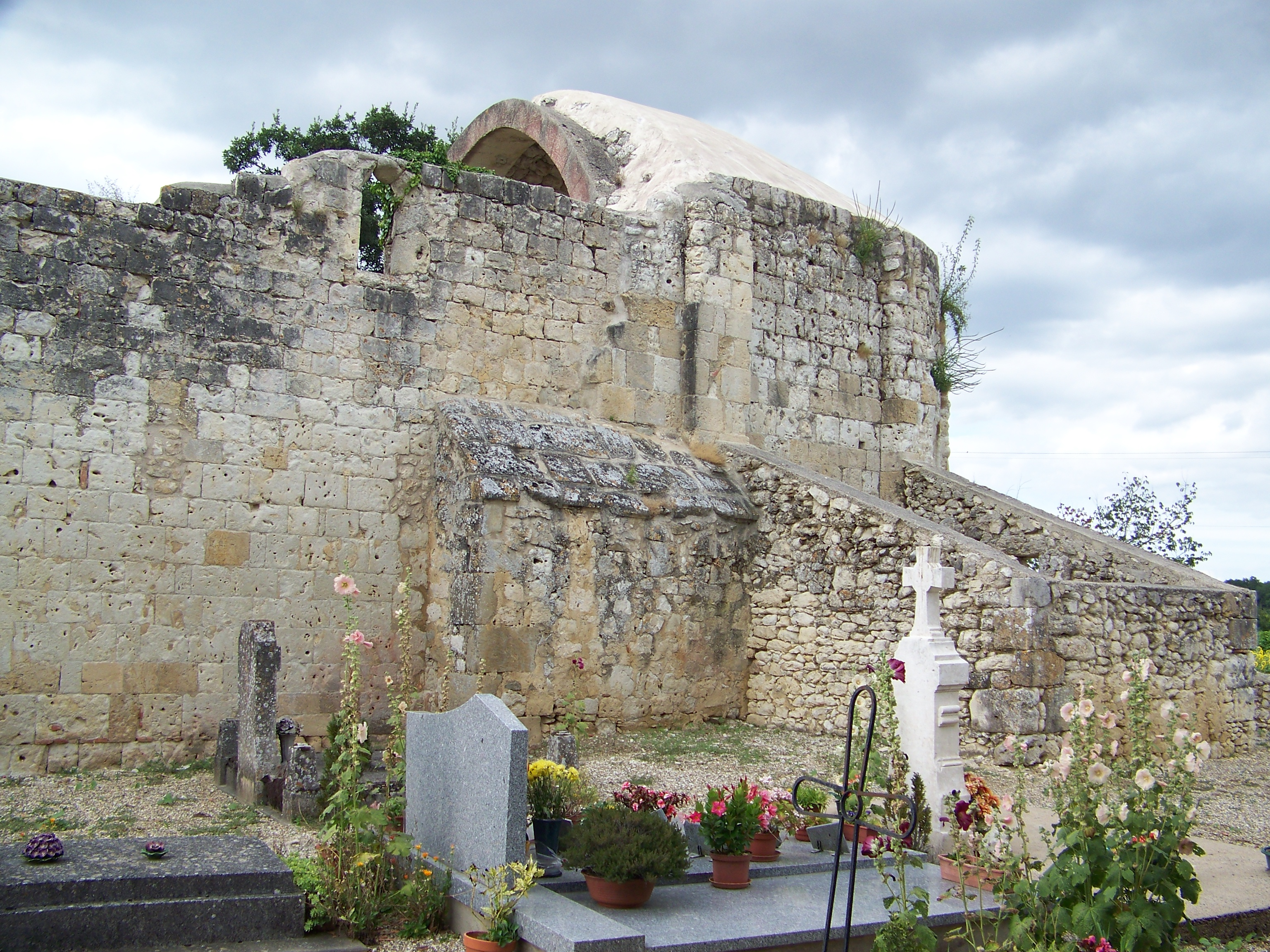
Reste der Kapelle Saint-Lannes